# Muschampia staudingeri
Muschampia staudingeri is een vlinder uit de familie van de dikkopjes (Hesperiidae). De wetenschappelijke naam van de soort is voor het eerst gepubliceerd in 1879 door Adolph Speyer.

## Verspreiding
De soort komt voor in Iran, Kazachstan, Tadzjikistan en Mongolië.

## Ondersoorten
- Muschampia staudingeri staudingeri (Speyer, 1879)
- Muschampia staudingeri variabilis Devyatkin, 1992